# بيان كراتي (إيطاليا)
بيان كراتي؛ (بالإيطالية: Piane Crati)‏ هي بلدة ومدينة في مقاطعة كزنسة في منطقة قلورية بجنوب إيطاليا.
وتقع في وادي نهر كراتي، على بعد 12 كيلومتر من كزنسة، وهي أصغر مدينة في قلورية. وقد تعرضت المدينة لأضرار جسيمة في زلزال 27 مارس 1638. 

## وصلات خارجية
- الموقع الرسمي